# بيل باين (لاعب كرة قدم أمريكية)
بيل باين (بالإنجليزية: Bill Bain) هو لاعب كرة قدم أمريكية أمريكي، ولد في 9 أغسطس 1952 في لوس أنجلوس في الولايات المتحدة.

## وصلات خارجية
- بيل باين على موقع مرجع كرة القدم المحترفة.كوم (الإنجليزية)